# NGC 3267
NGC 3267 is een lensvormig sterrenstelsel in het sterrenbeeld Luchtpomp. Het hemelobject werd op 18 april 1835 ontdekt door de Britse astronoom John Herschel.

## Synoniemen
- ESO 375-42
- MCG -6-23-36
- AM 1027-350
- PGC 30934